# Vizma Belševica
Vizma Belševica (Riga, 30 de mayo de 1931 - ibídem, 6 de agosto de 2005) fue una poeta letona nominada al premio Nobel de literatura.

## Biografía
El padre de Vizma, Jānis Belševics era panadero y su madre Ieva Belševica (de soltera Cīrule) era ama de casa. Su familia era bastante pobre y además su padre tenía problemas con el alcohol, que se agravaron cuando perdió su trabajo durante la Gran Depresión. 
Estudió en el Instituto Gorki de Moscú y trabajó como traductora. Le fueron otorgados varios premios y al final de su vida estaba bastante limitada por su discapacidad. Hoy es considerada una de las figuras claves de la literatura europea, a pesar de que sus obras no se tradujeron a otros idiomas.
En 2018 se estrenó la  película autobiografía Bille, con Ruta Kronberga, Elina Vane y  Arturs Skrastins.

## Premios
- Tomas Tranströmerpriset, 1998

## Obra
- Visu ziemu šogad pavasaris, 1955.
- Zemes siltums, 1959.
- Ķikuraga stāsti (prosa), 1965.
- Jūra deg, 1966.
- Gadu gredzeni, 1969.
- Madarās, 1976.
- Nelaime mājās (prosa), 1979.
- Kamolā tinēja, 1981.
- Dzeltu laiks, 1987.
- Ievziedu aukstums, 1988.
- Baltās paslēpes, 1991.
- Bille. Triloģija (novela autobiográfica), 1992-1999
- Par saknēm būt, 1996.
- Lauzta sirds uz goda dēļa, 1997.
- Raksti, 1999–2002.